# 부셰르 원자력 발전소
부셰르 원자력 발전소(페르시아어: نیروگاه اتمی بوشهر)는 이란 부셰르주 부셰르에 있는 원자력 발전소로, 부셰르에서 12km 정도 떨어진 곳에 위치하며 이란과 러시아의 합작으로 건설된 원자력 발전소이다. 중동 최초의 대형 원전이다.

## 역사
1975년 당시 이란 정부와 서독 정부가 40억 달러에서 60억 달러 상당을 투입하여 원자력 발전소를 건설한다는 내용에 합의, 서명하였고 이에 따라 서독의 지멘스가 원자로 2기를 건설하였다.
하지만 1979년 1월 이란 이슬람 혁명이 터진 직후 원자력 발전소 건설이 중단되었고 원자로 1기는 50% 정도, 나머지 원자로 1기는 85% 정도 완성된 채로 중단된다. 당시 이란 정부는 4억 5,000만 미국 달러 상당의 부채를 안고 있었고 지멘스는 전체 계약 금액 가운데 25억 달러만을 수령하고 있었다. 지멘스는 이란 정부가 원자력 발전소 건설에 관한 계약을 일방적으로 해지한 것으로 간주했고 이 계약은 결국 파기되고 만다. 이란 정부는 지멘스에 원자력 발전소 건설 재개를 요구했지만 지멘스는 이를 거부했다. 게다가 이란-이라크 전쟁 중이던 1985년 2월부터 1988년까지 이라크 공군 부대의 공습을 받으면서 원자로 시설이 크게 파괴되었다.
1995년 이란과 러시아가 원자력 발전소 건설을 위한 경수로 공급 계약을 체결했는데 계약 금액은 7억 달러에서 12억 달러 상당으로 추산된다. 이 조약에 따라 이란 측은 사용이 끝난 핵연료봉을 러시아에 넘겨주게 되고 러시아 측은 핵연료봉을 재처리하게 된다. 2011년 9월 3일 부셰르 원전 1호기를 준공했다. 전기출력 1000 MWe의 경수로이다.
2014년 11월, 러시아가 부셰르 원전 2호기, 3호기를 건설하기로 합의했다. 다른 지역에도 추가로 러시아 원전 3기를 더 지을 계획이다.

## 발전소
- 부셰르 원전 1호기, VVER-1000/446 경수로, 착공 1975년 5월 1일, 재착공 1995년, 준공 2011년 9월 3일, 가동 2013년 9월 23일
- 부셰르 원전 2호기, VVER-1000/446 경수로, 착공 2016년 9월, 준공 2024년 10월, 가동 2025년 8월
- 부셰르 원전 3호기, VVER-1000/446 경수로, 착공 2016년 9월, 준공 2026년 4월, 가동 2027년 2월
- 부셰르 원전 4호기, VVER-1000/446 경수로, 미정

## 1호기
1975년 독일이 착공했다 건설이 중단된 부셰르 원전 1호기는, 착공 36년만에 러시아가 준공했다. 중동 최초의 대형 원전이다. 중동 2번째 대형 원전은 이란과 주적 관계인 아랍에미리트의 바라카 원전 1호기이다. 한국이 건설했다.
반핵 운동은 대형 원전의 보유도 핵무장이라고 보아, 반대한다. 우라늄을 일체 취급하지 않던 국가가 상업용 대형 원전을 가동하면, 1년에 막대한 양의 우라늄을 만지게 되고, 매년 원전연료 중 5%의 손실은 자연손실 또는 측정상의 오차 등으로 보는 것이 국제관행이어서, 정부가 결단만 하면 핵무기 생산에 필요한 우라늄을 매년 대규모로 빼돌릴 수 있다. NPT를 탈퇴하지 않더라도, 사실상 핵보유를 하거나 했을 것으로 추정하게 된다. 대형 원전을 가동하기 위해 필요한 전문가들이 양성되어야 하기 때문에, 국가내에 전혀 존재하지 않던 원자력 전문가, 박사들이 대규모로 생겨나게 된다. 최첨단 원자력 공학을 연구한 박사들이 핵무기를 만드는 것은 너무나도 쉽다. 핵무기 기술이 70년 전 원자력 기술이기 때문이다. 한국은 박정희 정부 시절 단 한 명의 원자력 공학 또는 물리학 박사가 핵무기 개발을 했으며, 수소폭탄 개발까지 모두 완료했다고 알려져 있다. 이슬람권 최초의 핵무장국 파키스탄의 핵개발은 압둘 카디르 칸 물리학 박사 한 명이 했다. 파키스탄 핵 아버지라고 불린다. 역시 수소폭탄 개발까지 모두 완료했다.

## 같이 보기
- 이란의 핵 문제